# Friedrich Müller (Sprachwissenschaftler)

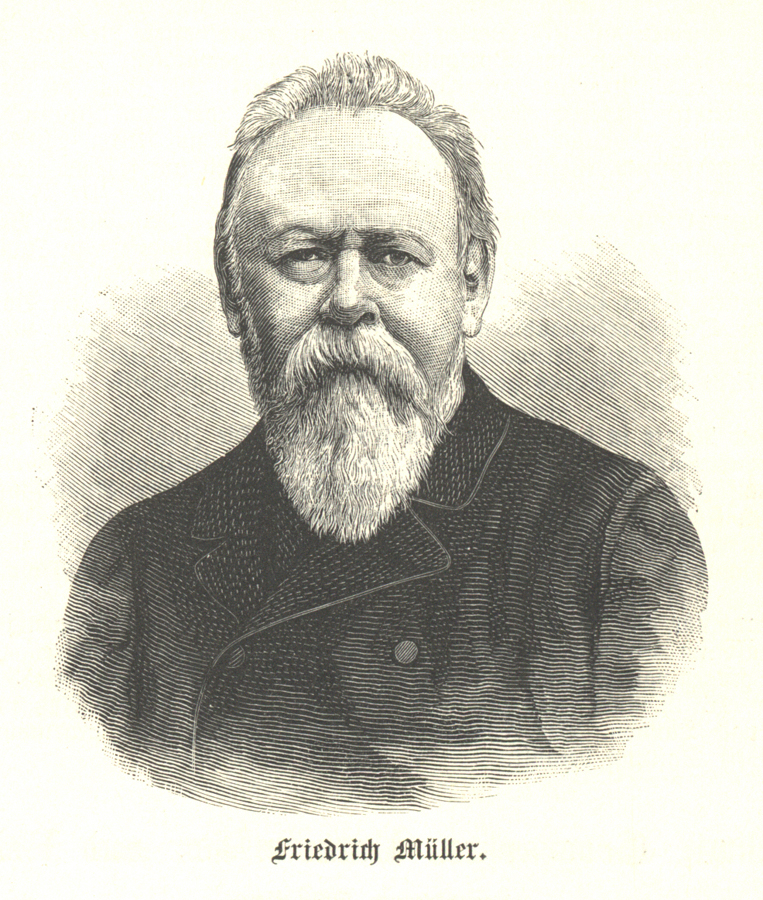
Müller Anfang 1890er

Friedrich Müller (* 6. März 1834 in Jemnik (Jemníky), Bunzlauer Kreis, Königreich Böhmen; † 25. Mai 1898 in Wien) war ein österreichischer Sprachwissenschaftler und Ethnograph. Er war Professor für Sanskrit und vergleichende Sprachwissenschaft an der Universität Wien. Von Müller stammt der Begriff Hamito-semitische Sprachen.

## Leben
Friedrich Müller war ein Sohn des gleichnamigen Apothekers, der als Chemiker in der Schwefelsäurefabrik in Jemnik bei Jungbunzlau angestellt war. Sein jüngerer Bruder Alois Müller wurde Hebraist und Direktor der Universitätsbibliothek Graz.
Er besuchte Gymnasien in Wien und Znaim und maturierte 1853 am Theresianum Anschließend studierte er an der Universität Wien zuerst Klassische Philologie, auf Anregung von Anton Boller dann auch Sanskrit und Vergleichende Sprachwissenschaft. 1858 wurde er Beamter in der Wiener Universitätsbibliothek. Mit einer sprachwissenschaftlichen Untersuchung zum Verbalausdruck im arisch-semitischen Sprachkreis wurde er im Jahr darauf von der Universität Tübingen in absentia promoviert.
1860 habilitierte er sich in Wien zum Privatdozenten für allgemeine Sprachwissenschaft und orientalische Sprachen. 1861 wechselte er von der Universitäts- an die kaiserlich-königliche Hofbibliothek. 1866 wurde er außerordentlicher und 1869 als Nachfolger Bollers ordentlicher Professor des Sanskrit und der vergleichenden Sprachwissenschaft an der Universität Wien. Müller begründete die so genannte „linguistische Ethnografie“. Ab 1869 war er Wirkliches Mitglied der Wiener Akademie der Wissenschaften.

## Werk
Die Kaiserliche Akademie der Wissenschaften übertrug Müller die wissenschaftliche Bearbeitung der linguistischen und ethnographischen Ergebnisse der Weltumsegelung der österreichischen Fregatte Novara (1857–1859). Der Linguistische Teil erschien 1867, der Ethnographische Teil 1868. Müller wandte sich damit mehr und mehr auch den illiteraten Sprachen zu, obwohl er zunächst vor allem Indogermanist war.
1873 folgte seine Allgemeine Ethnographie und von 1876 bis 1888 ein Monumentalwerk in 6 Abteilungen, dass als sein „sein großes Werk“ bezeichnet wird: Grundriß der Sprachwissenschaft, in welchem er nach einer Einleitung über Sprachwissenschaft im Allgemeinen Darstellungen über sämtliche damals bekannten Sprachen und Sprachfamilien der Welt gibt. Dieses Werk und Müllers Lehren sind für die afrikanischen und ozeanischen Sprachen von großer Bedeutung und beinhalten neben Einzeldarstellungen auch die erste vergleichende Darstellung der Hamitische Sprachen und ihres Zusammenhanges mit den Semitischen Sprachen. Im ozeanischen Gebiet erstellte er eine Übersicht der Polynesischen Sprachen. In seiner Behandlung der Sprachen lag sein Hauptaugenmerk auf der inneren Form und dem grammatischen Aufbau. Müller verfolgte damit erstmals für die illiteraten Sprachen einen wissenschaftlichen Ansatz.

## Werke (Auswahl)
- Beiträge zur Kenntniss der Rom-Sprache. In: Sitzungsberichte der kaiserlichen Akademie der Wissenschaften, philosophisch-historische Classe, Bd. 61 (1869), Heft 1, S. 149–206 (Digitalisat).
- Grundriss der Sprachwissenschaft. Hölder, Wien 1876–1888 (Reprint: Olms, Hildesheim 2004)
  - I. Band
    - I. Abtheilung: Einleitung in die Sprachwissenschaften. Wien 1876 (Digitalisat)
    - II. Abtheilung: Die Sprachen der wollhaarigen Rassen. Wien 1877 (Digitalisat)

  - II. Band: Die Sprachen der schlichthaarigen Rassen
    - I. Abtheilung: Die Sprachen der australischen, der hyperboreischen und der amerikanischen Rasse. Wien 1882 (Digitalisat)
    - II. Abtheilung: Die Sprachen der malayischen und hochasiatischen (mongolischen) Rasse. Wien 1882 (Digitalisat)

  - III. Band: Die Sprachen der lockenhaarigen Rassen
    - I. Abtheilung: Die Sprachen der Nuba- und der Dravida-Rasse. Wien 1884 (Digitalisat)
    - II. Abtheilung: Die Sprachen der mittelländischen Rasse. Wien 1887 (Digitalisat)

  - IV. Band: Nachträge zum Grundriss aus den Jahren 1877–1887. Wien 1888 (Digitalisat)